# 伊集院町
伊集院町（いじゅういんちょう）は、鹿児島県の西部、薩摩半島の中北部に位置した町。
1889年の町村制施行に伴い、中伊集院村（なかいじゅういんむら）として発足し、1922年に町制施行、1956年に下伊集院村の一部を編入した。2005年5月1日に、東市来町・日吉町・吹上町と合併し、日置市となり、自治体としては消滅した。

## 地理
鹿児島県の西部、日置郡の中央部に位置した。町のほとんどが山間地帯であったが、町の中央部の盆地に市街地が形成されていた。日置市となった現在でも日置市役所が置かれている中心市街地となっている。
地名は伊集院氏が伊集院（1889年の町村制施行時の下伊集院村、中伊集院村、上伊集院村の区域にあたる）を領有していたことに由来する。
- 河川：神之川、谷口川

### 大字
伊集院町は1889年の町村制施行時には江戸期の藩政村が大字となり、飯牟礼、猪鹿倉、大田、恋之原、郡、古城、下谷口、清藤、竹之山、土橋、徳重、中川の12大字より構成された。
1956年に下伊集院村のうち上神殿、下神殿、桑畑、野田、麦生田、寺脇（下伊集院村大字寺脇の一部）の6大字が伊集院町に編入された。1979年には妙円寺団地の区域に妙円寺一丁目、妙円寺二丁目、妙円寺三丁目が設置された。また、1997年には大字郡の一部より郡一丁目及び郡二丁目が設置されている。
これらは現在の日置市伊集院町飯牟礼、伊集院町猪鹿倉、伊集院町猪鹿倉一丁目、伊集院町大田、伊集院町上神殿、伊集院町桑畑、伊集院町恋之原、伊集院町郡、伊集院町郡一丁目、伊集院町郡二丁目、伊集院町古城、伊集院町下神殿、伊集院町下谷口、伊集院町清藤、伊集院町竹之山、伊集院町土橋、伊集院町寺脇、伊集院町徳重、伊集院町徳重一丁目、伊集院町徳重二丁目、伊集院町徳重三丁目、伊集院町中川、伊集院町野田、伊集院町妙円寺一丁目、伊集院町妙円寺二丁目、伊集院町妙円寺三丁目、伊集院町麦生田にあたる。

## 歴史
- 1889年（明治22年）4月1日 - 町村制施行に伴い、日置郡伊集院郷（外城）のうち下谷口村、清藤村、猪鹿倉村、恋ノ原村、古城村、飯牟礼村、郡村、徳重村、大田村、中川村、土橋村、竹之山村の区域より中伊集院村として成立。
- 1922年（大正11年）4月1日 - 中伊集院村が町制施行・改称し、伊集院町となる。
- 1949年（昭和24年）6月1日 - 県内に昭和天皇の戦後巡幸。伊集院駅駅頭で奉迎が行われた[2]。
- 1956年（昭和31年）9月30日 - 下伊集院村のうち、大字野田、下神殿、上神殿、桑畑、麦生田の全域および大字寺脇の一部を編入。
- 2005年（平成17年）5月1日 - 東市来町・日吉町・吹上町と合併し、日置市となる。

## 姉妹都市・提携都市

### 国内
- 関ケ原町（岐阜県）
1963年（昭和38年）10月に兄弟都市提携
- 多賀町（滋賀県）
1984年（昭和59年）2月に兄弟都市提携
- 加治木町（鹿児島県）
1968年（昭和43年）4月に教育姉妹町提携

## 地域

### 教育

#### 高等学校

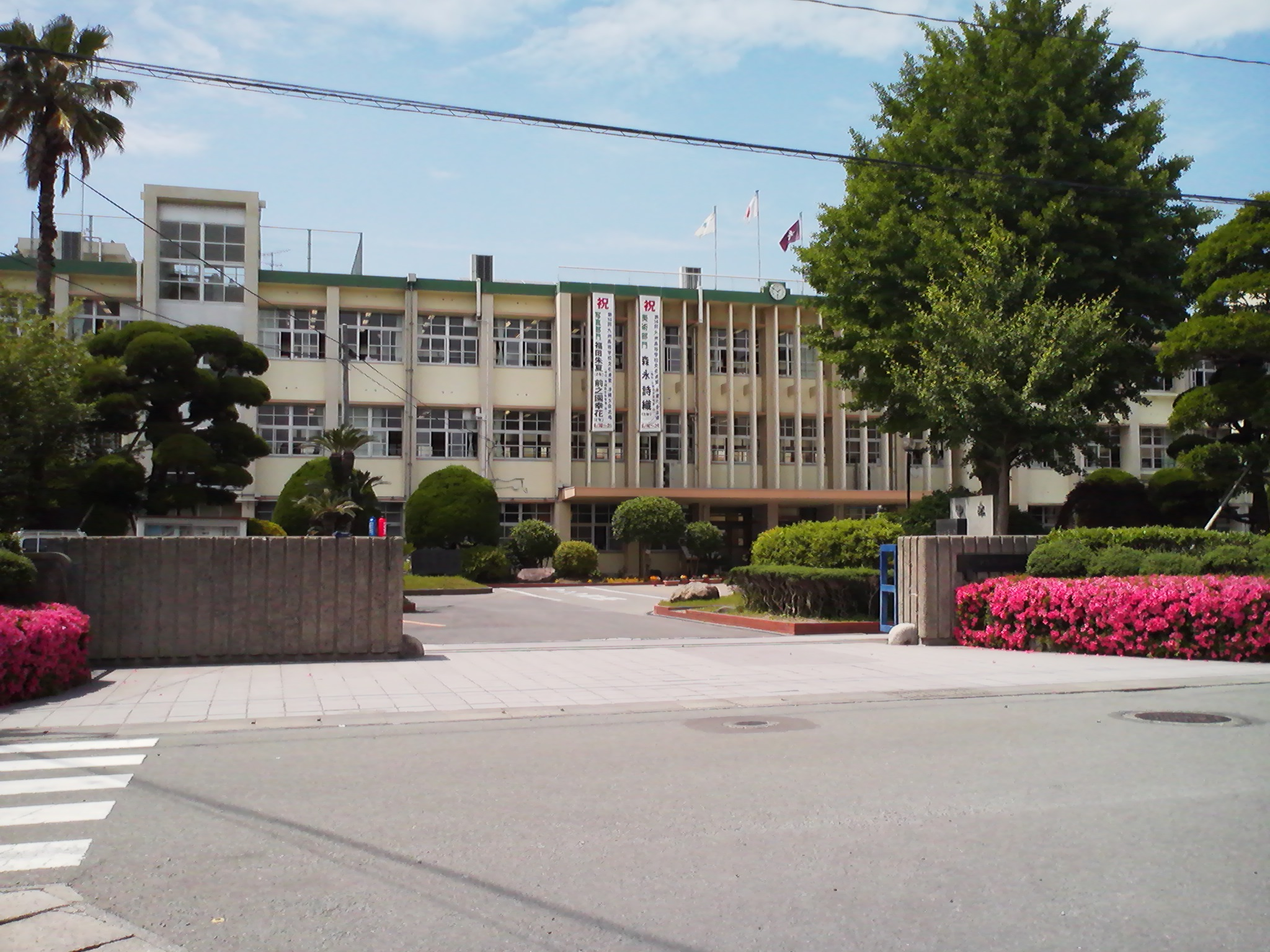
鹿児島県立伊集院高等学校
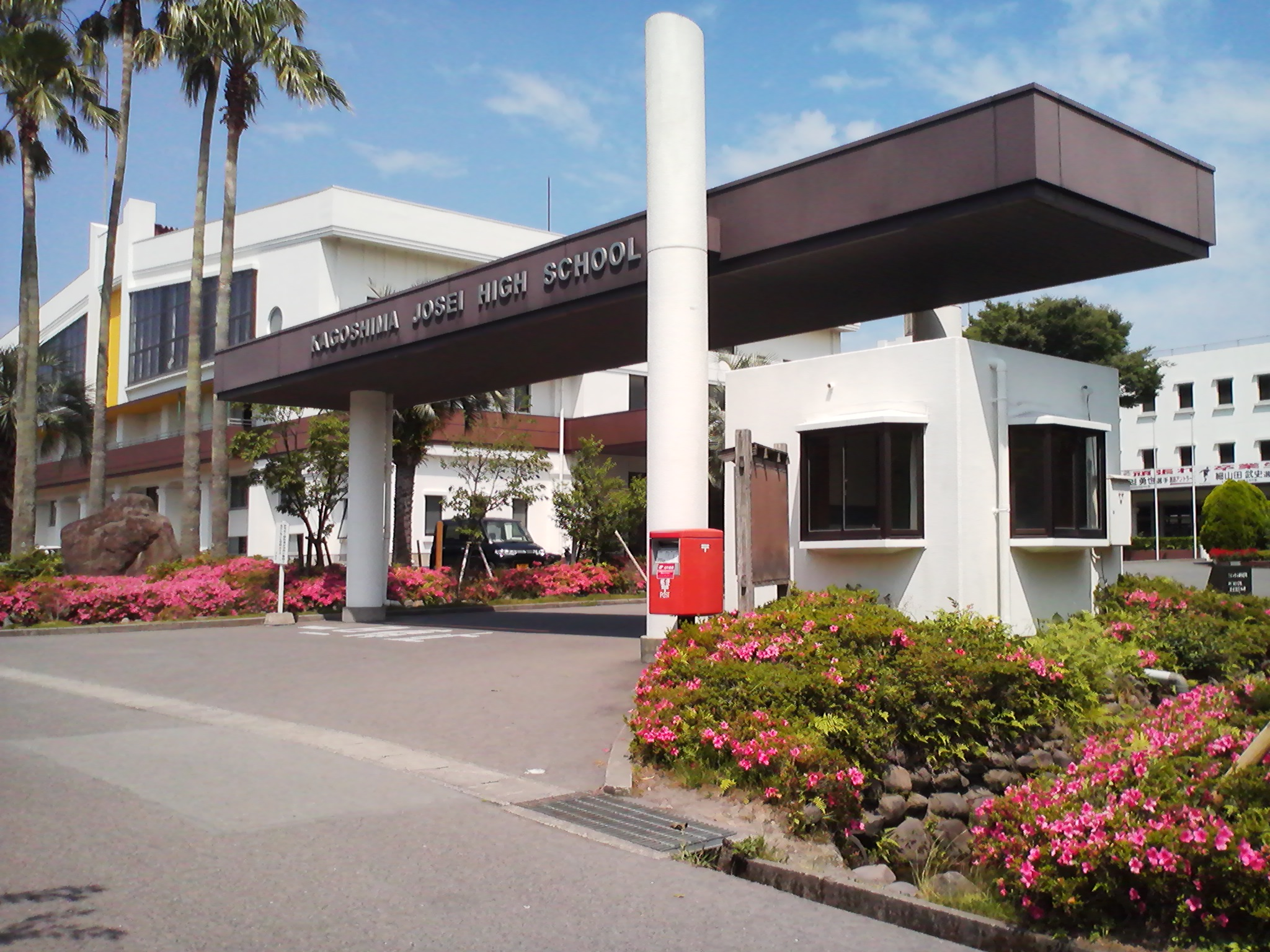
日章学園鹿児島城西高等学校
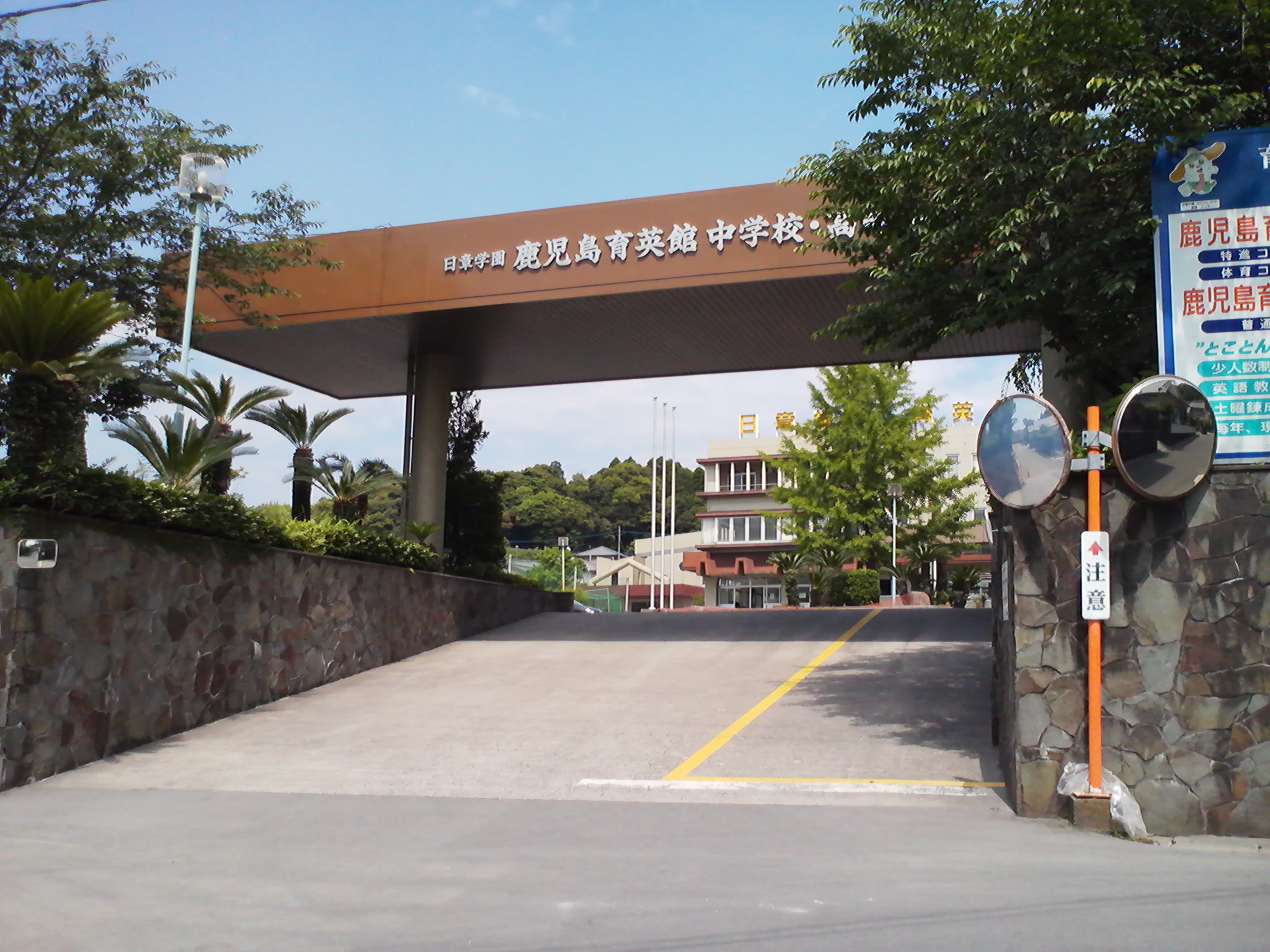
日章学園鹿児島育英館高等学校

#### 中学校

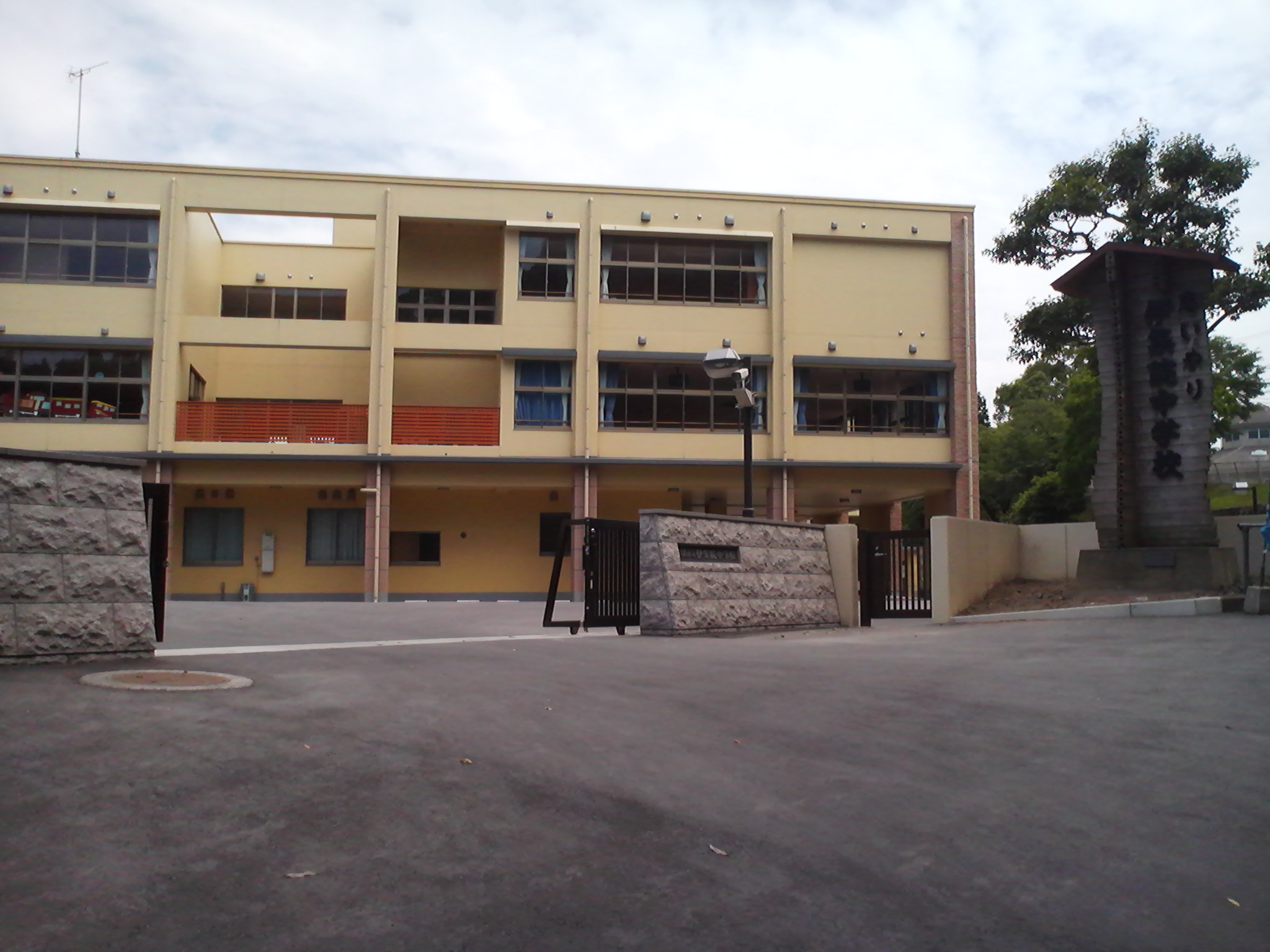
伊集院町立伊集院中学校
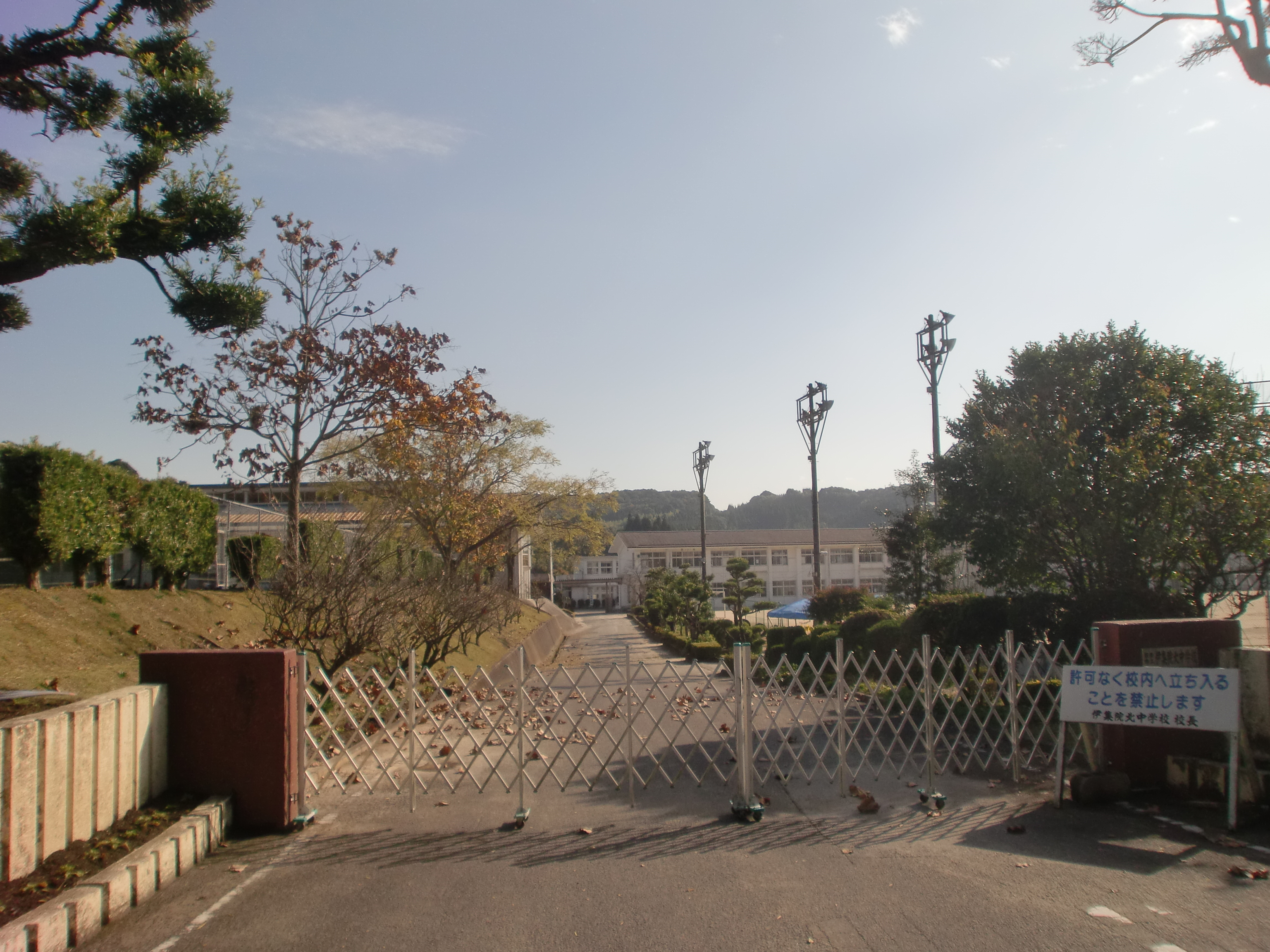
伊集院町立伊集院北中学校
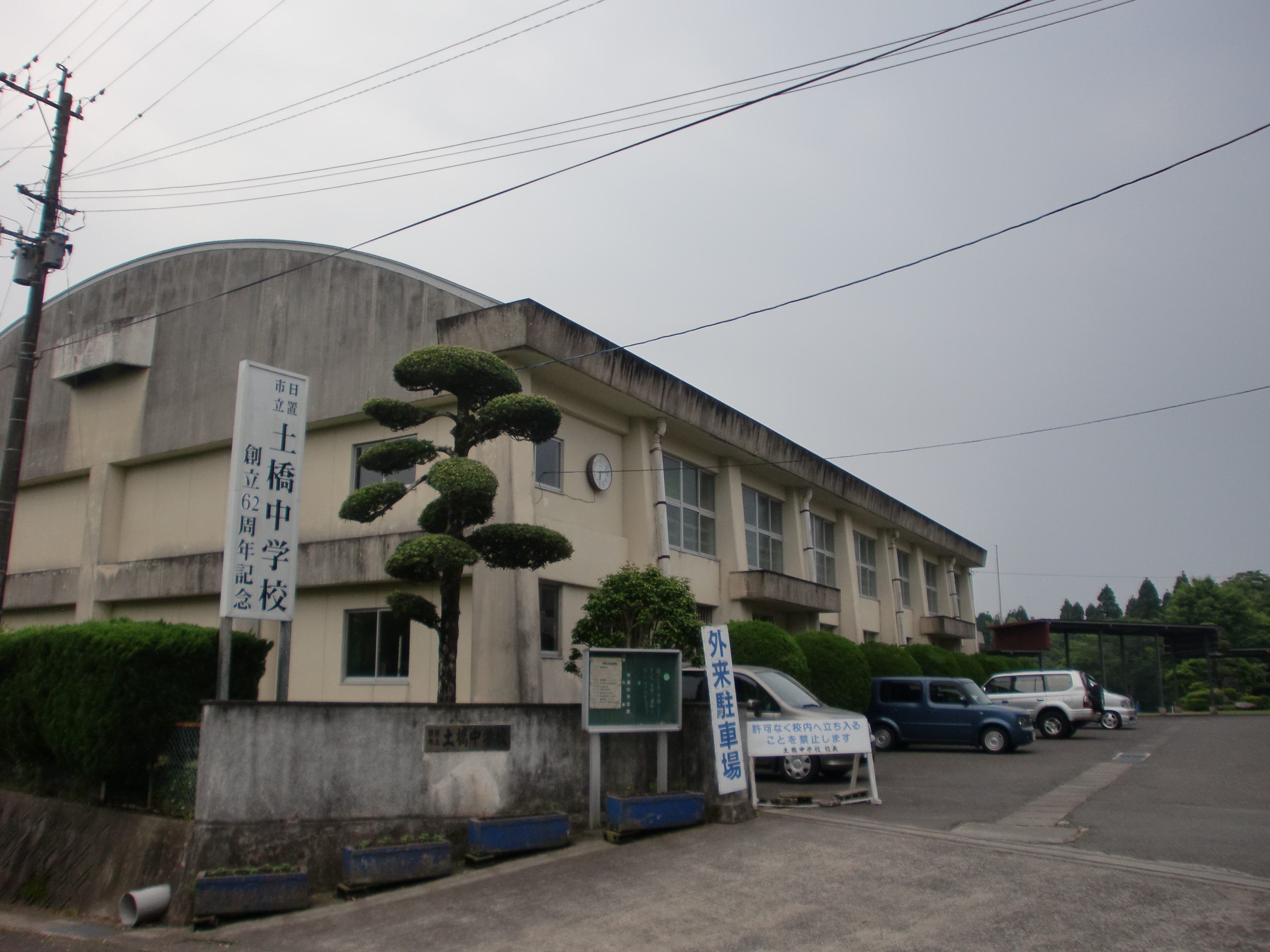
伊集院町立土橋中学校

#### 小学校

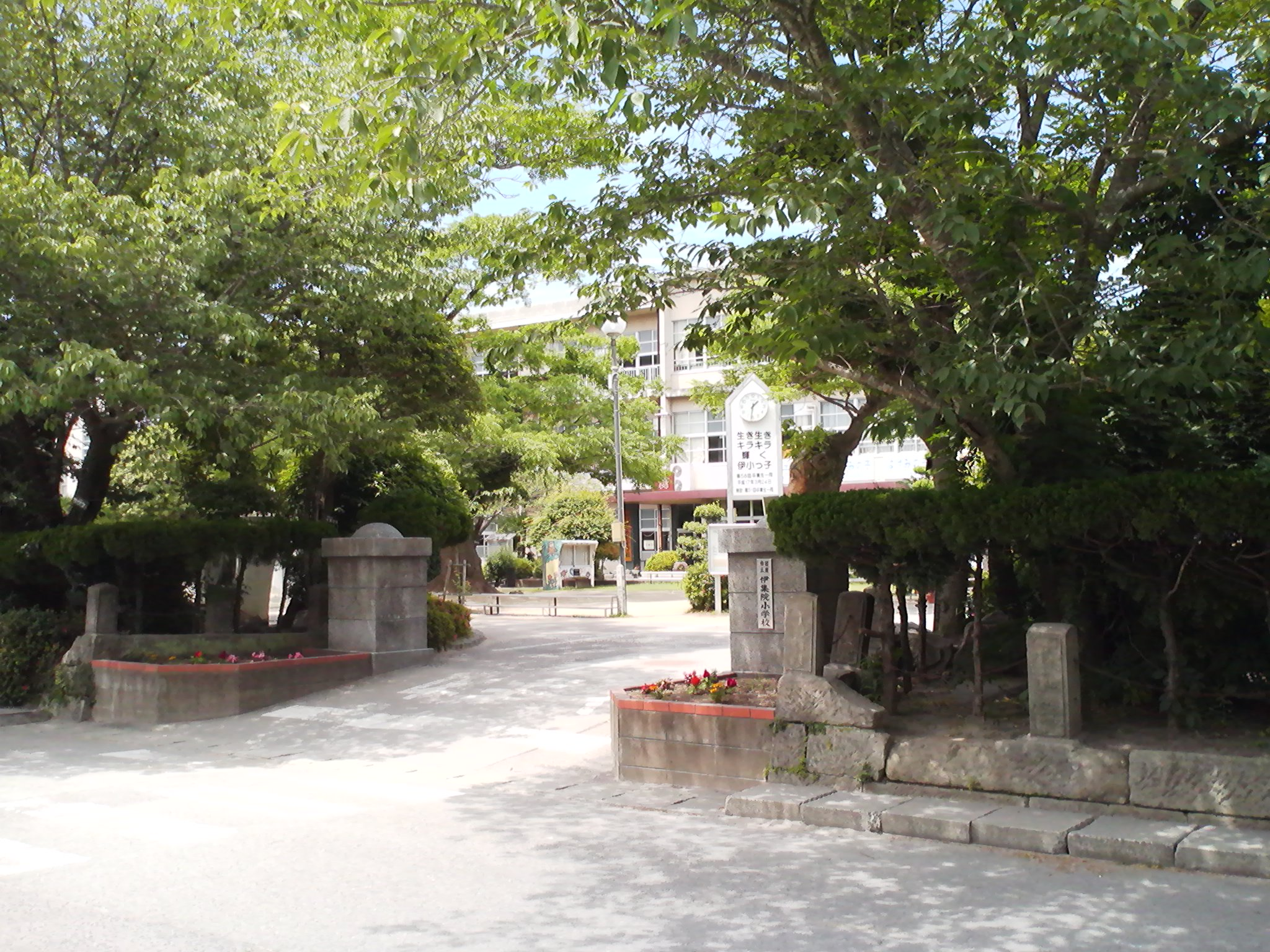
伊集院町立伊集院小学校
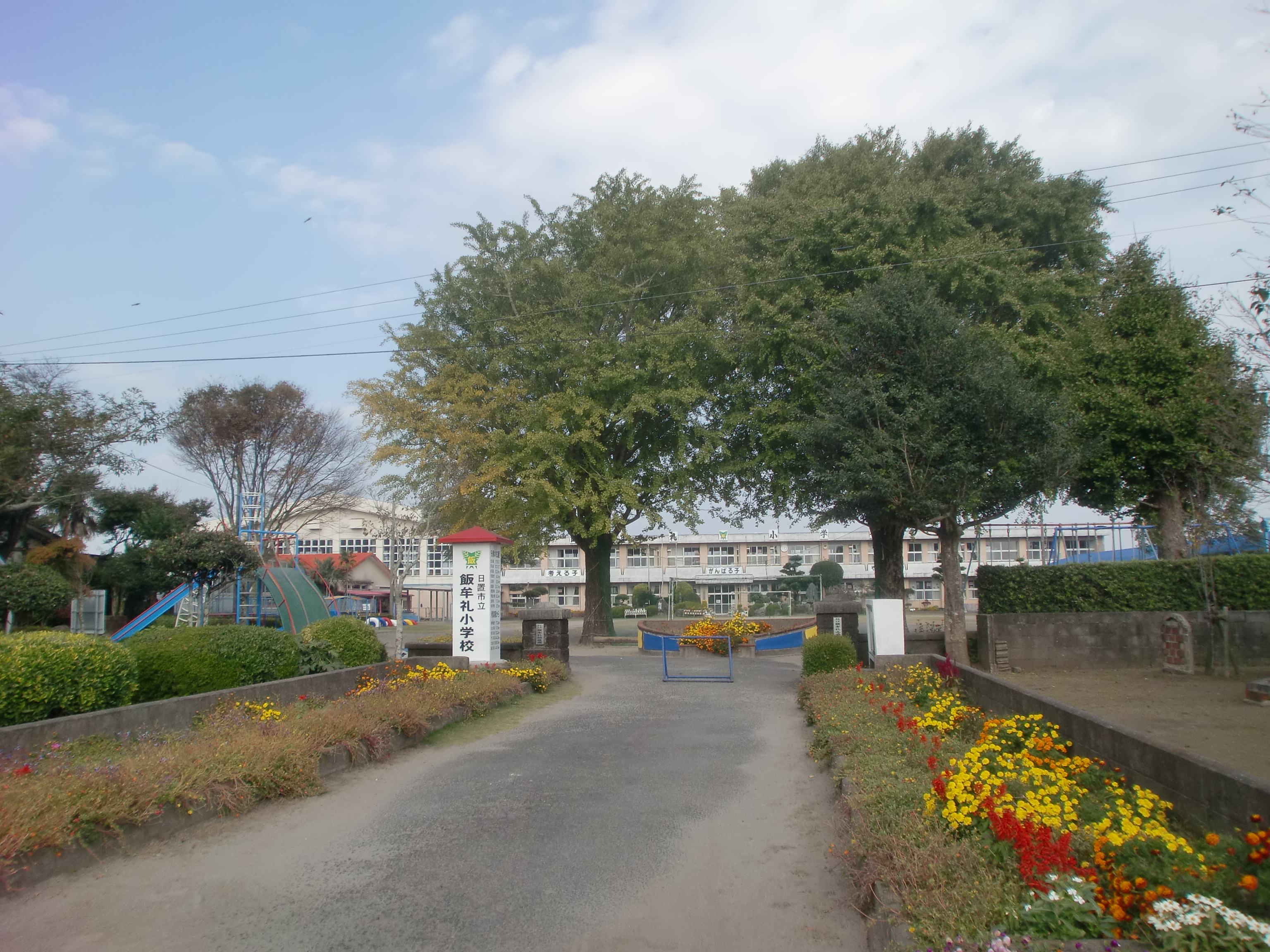
伊集院町立飯牟礼小学校
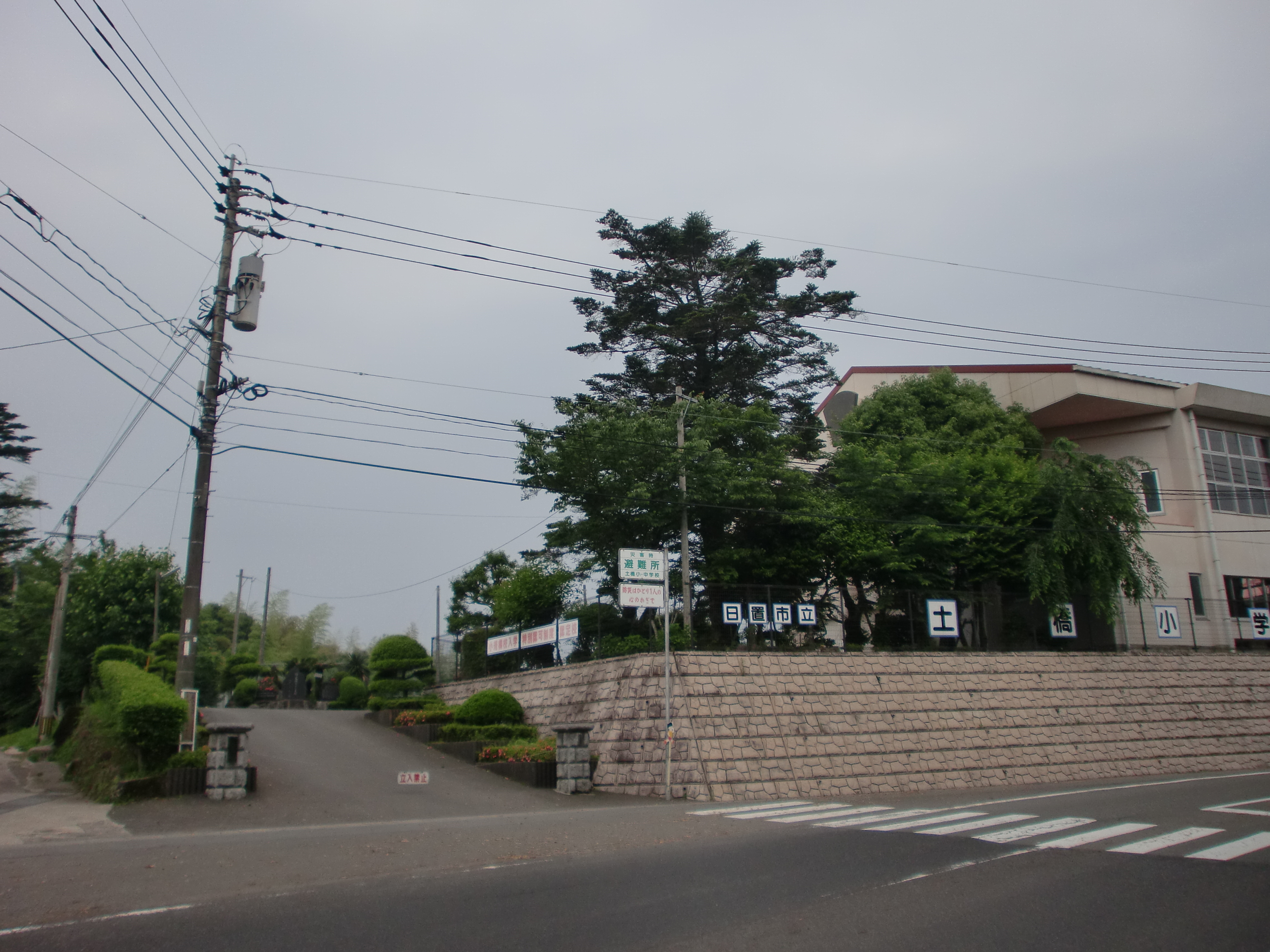
伊集院町立土橋小学校
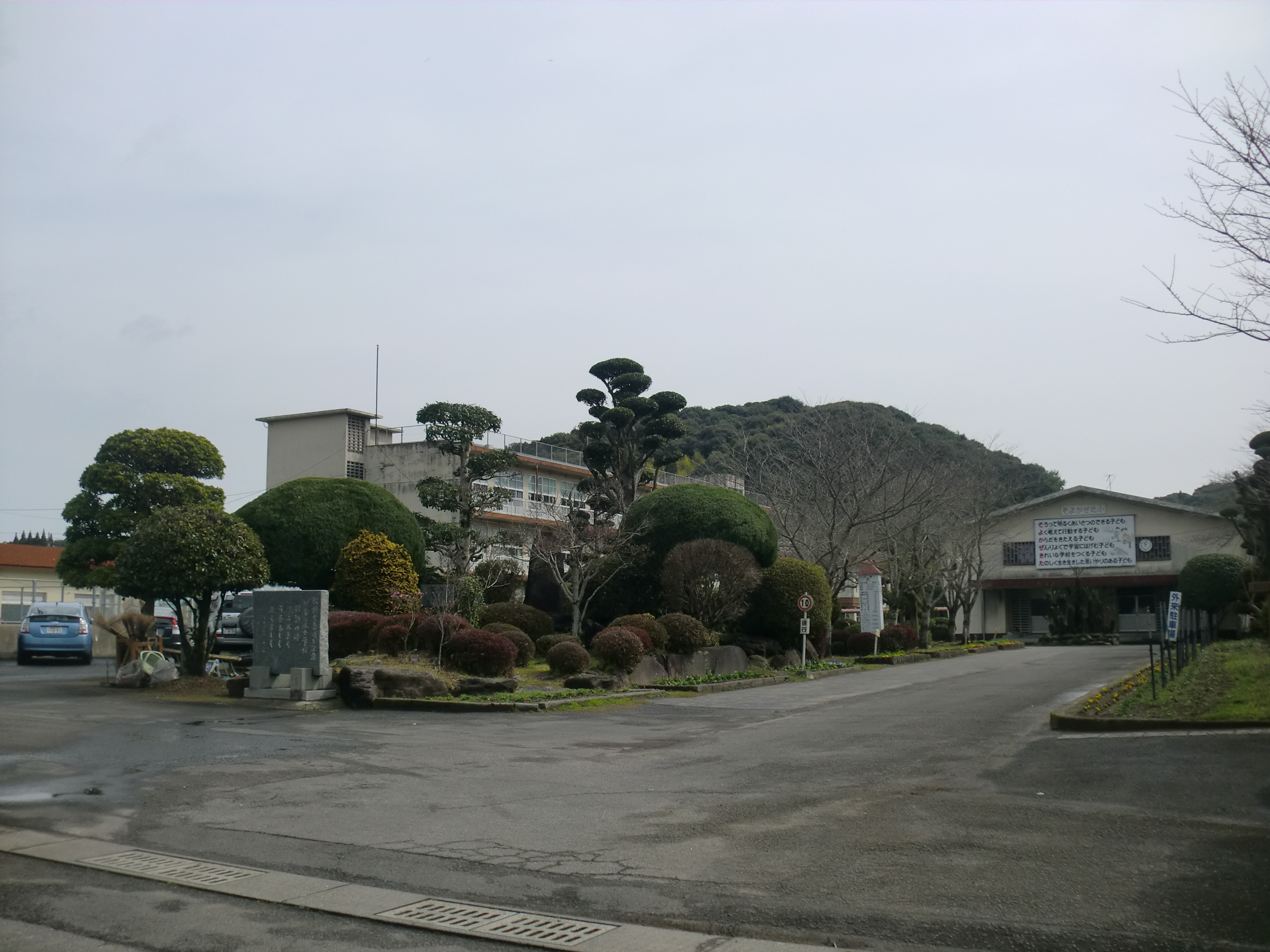
伊集院町立伊集院北小学校
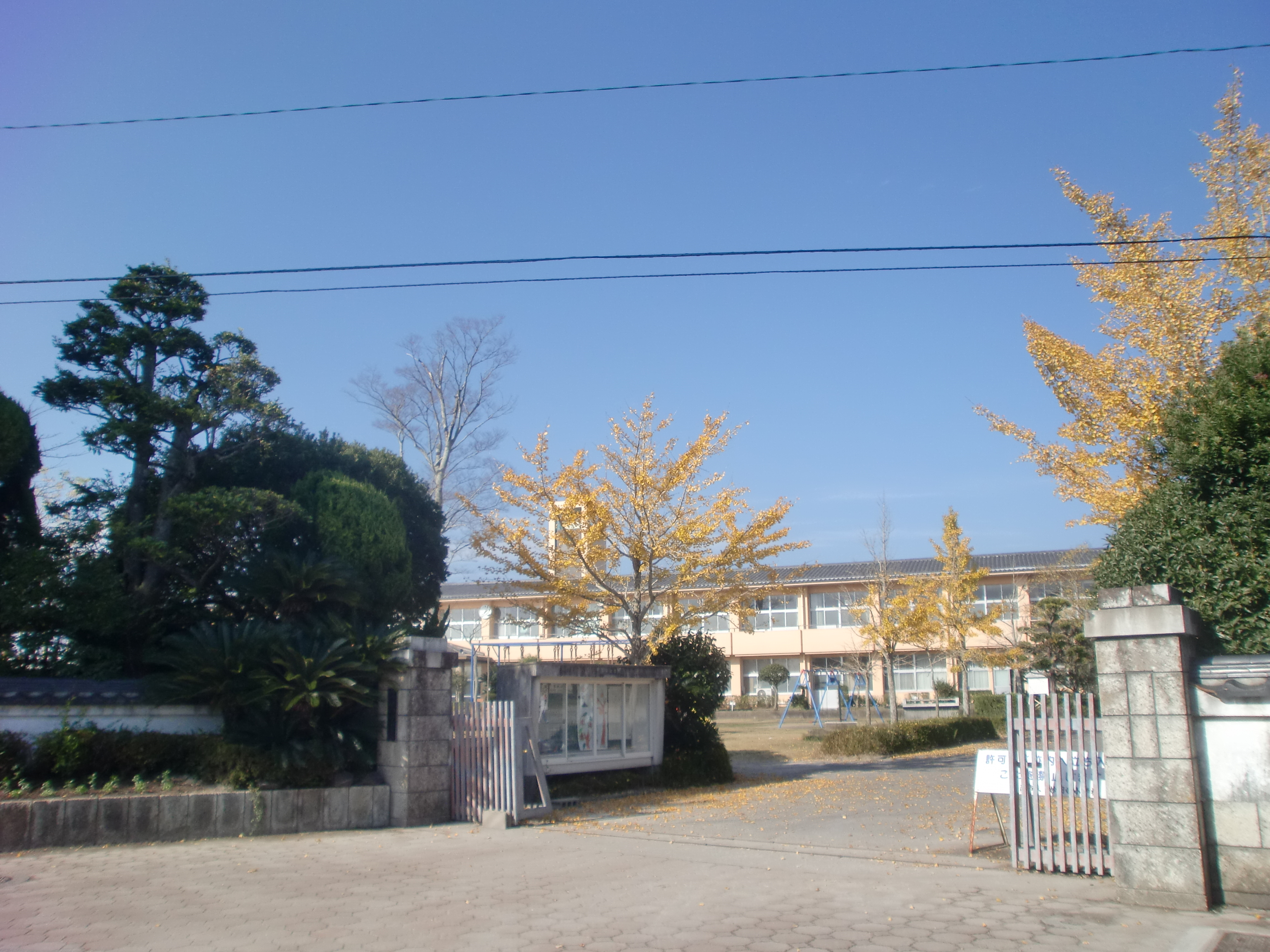
伊集院町立妙円寺小学校

## 交通
- 最寄り空港は鹿児島空港

### 鉄道
- 九州旅客鉄道（JR九州）

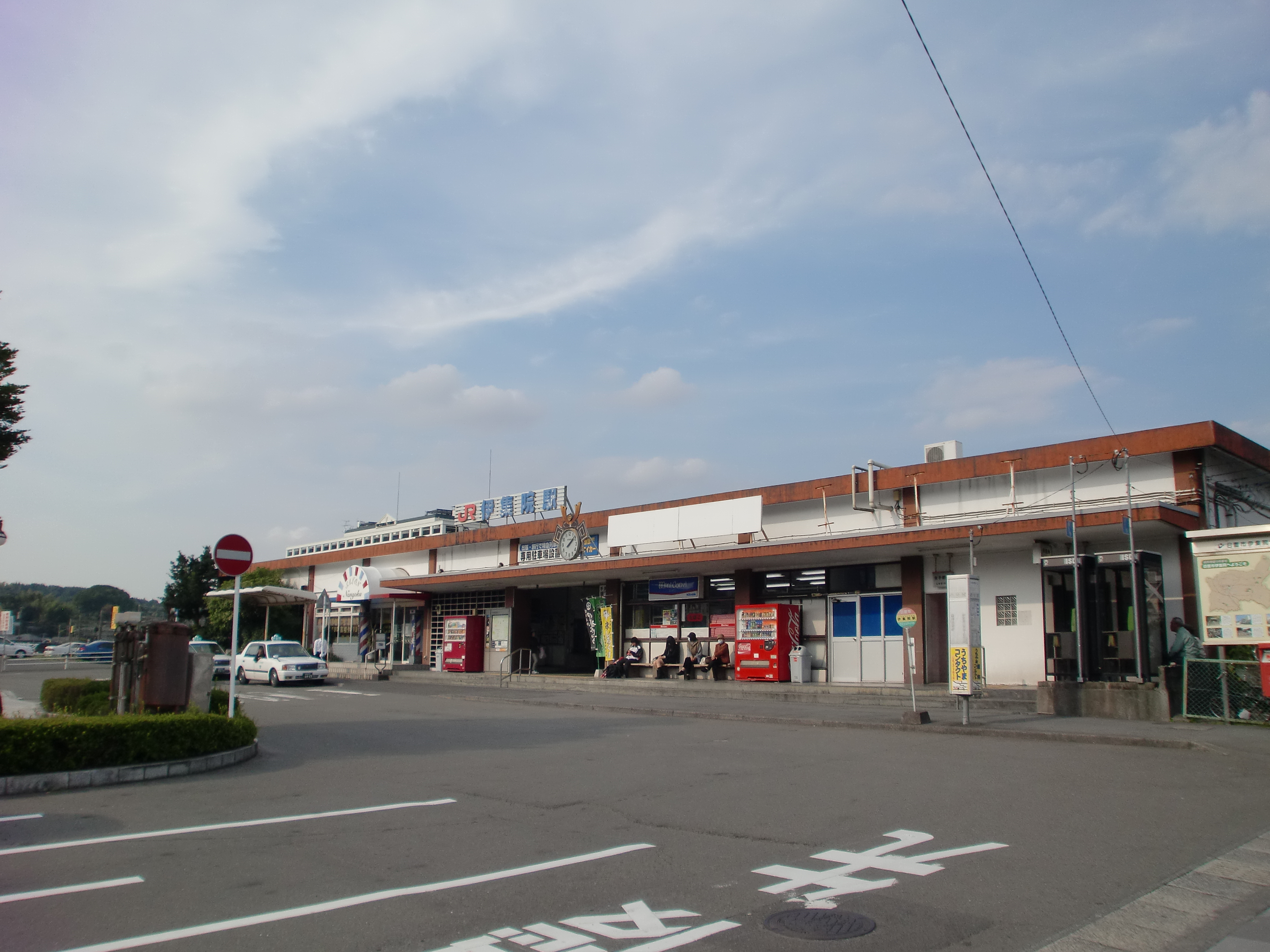
伊集院駅

  - 鹿児島本線：（東市来町） - 伊集院駅 - （鹿児島市）

### バス
- 鹿児島交通
- いわさきバスネットワーク
- 南国交通

### 道路
- 高速道路
  - 南九州西回り自動車道：伊集院インターチェンジ
- 国道
  - 国道3号
- 主要地方道
  - 鹿児島県道24号鹿児島東市来線
  - 鹿児島県道35号永吉入佐鹿児島線
  - 鹿児島県道37号伊集院日吉線
- 一般県道
  - 鹿児島県道206号徳重横井鹿児島線
  - 鹿児島県道301号伊集院停車場線
  - 鹿児島県道304号仙名伊集院線
- 広域農道
  - 日置広域農道

## 歴代町長
中伊集院村村長
1. 有馬源二：1889年（明治22年）4月1日〜1892年（明治25年）12月4日
2. 井尻雄吾：1892年（明治25年）12月5日〜1900年（明治33年）12月17日
3. 前田太郎：1900年（明治33年）12月18日〜1916年（大正5年）12月17日
4. 鳥取宗次郎：1916年（大正5年）12月18日〜1918年（大正7年）12月21日
5. 上村清蔵：1918年（大正7年）12月26日〜1922年（大正11年）4月1日

伊集院町長
1. 上村清蔵：1922年（大正11年）4月1日〜1930年（昭和5年）12月26日
2. 黒江可：1930年（昭和5年）12月26日〜

- 蓑輪三九馬：1982年（昭和57年）1月?〜1992年（平成4年）10月
- 宮路高光：1992年（平成4年）10月〜2005年（平成17年）

## 著名な出身者
- 有働由美子（フリーアナウンサー）
- 有馬正文（太平洋戦争時の海軍軍人）
- 黒江保彦（陸軍少佐、太平洋戦争時のエース・パイロット、航空自衛隊空将補）
- 蓑輪三九馬（海軍中佐、戦闘機搭乗員、元伊集院町長）
- 鵜狩道夫（元プロ野球選手）
- 長渕剛（歌手、俳優、※伊集院町出生、鹿児島市育ち）
- 入船敏（陸上競技中・長距離・マラソン選手）
- 原田泉（映画プロデューサー）
- 稲森いずみ（女優）
- 中島美嘉（歌手、女優）
- 岩下敬輔（サッカー選手）
- 永山由高（日置市長）[4]

## 名所・旧跡・観光スポット・祭事・催事
- 徳重神社

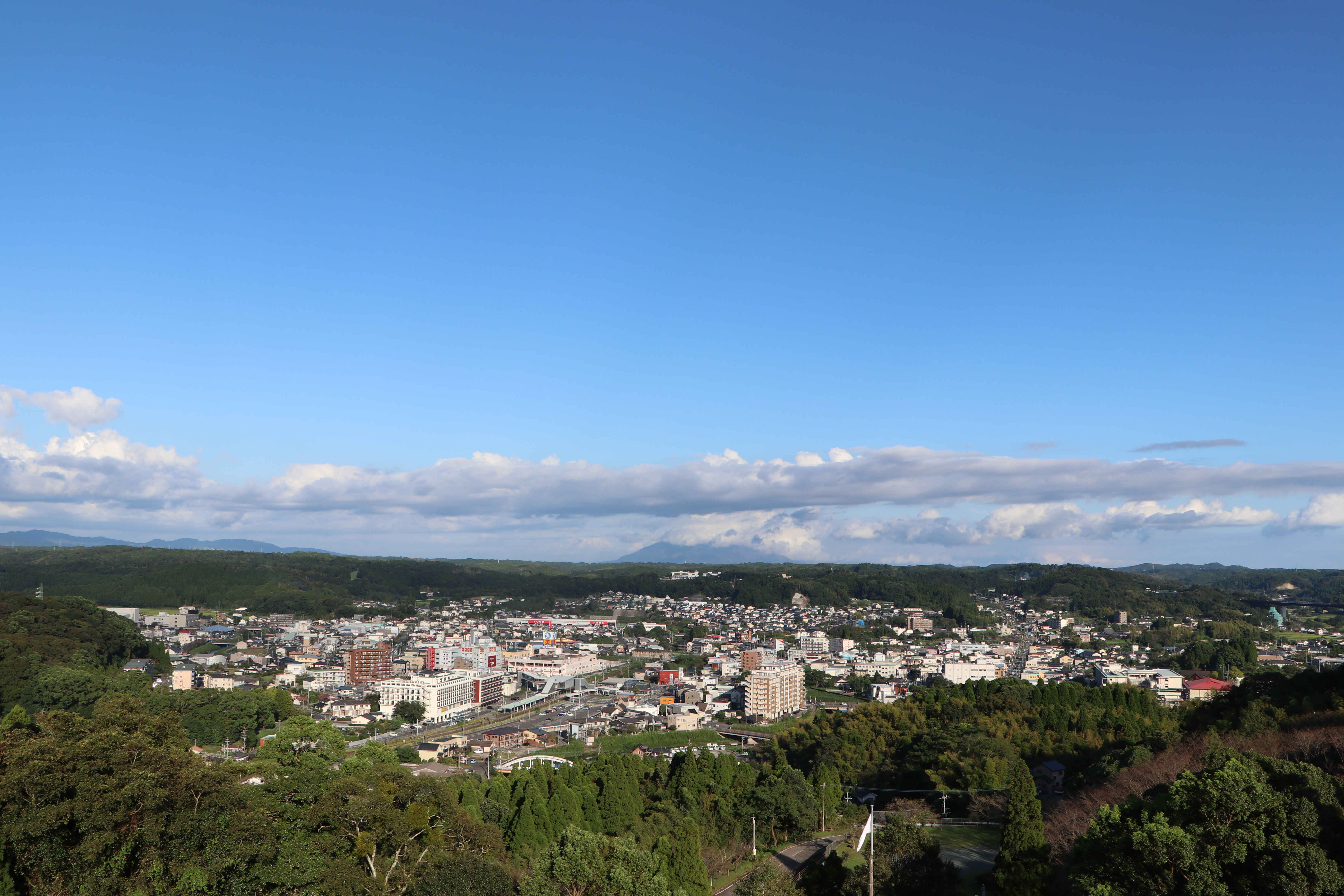
一宇治城址から望む伊集院市街

- 一宇治城（跡地は城山公園として整備されている）
  - ザビエル会見の地（日本で初めてキリスト教の布教が許可された場所として知られる）
- 大田発電所（国の登録有形文化財、旧島津発電所[5]）
- 徳重大バラ太鼓踊り（県指定無形民俗文化財）
- 大田太鼓踊り（県指定無形民俗文化財）

## 特産品
- 伊集院饅頭
- イチゴ
- 茶